# Никоненко Михайло Миколайович
Михайло Миколайович Никоненко (6 листопада 1907, смт. Срібне Чернігівської області — 19 серпня 1973, с. Мліїв Городищенського району Черкаської області) — відомий вчений в галузі садівництва, селекціонер, кандидат біологічних наук (1952), лауреат Державної премії СРСР (1951).

## Біографія
З 1925 по 1927 р. навчався в Сокиринській сільськогосподарській профшколі (нині — професійний аграрний ліцей). У 1927-1929 роках працював у різних установах Срібного.
З 1929 до лютого 1933 р. — студент Полтавського сільськогосподарського інституту. Після закінчення аспірантури (екстерном) у 1933-1934 рр. працював агрономом Степанівської та Оленівської МТС у Донецькій області.
1934-1936 рр. — служба в армії. У 1936-1941 рр. — науковий співробітник та зав. відділом селекції і сортовивчення Мліївської науково-дослідної станції садівництва (нині Інститут помології імені Л. П. Симиренка НААН України, с. Мліїв, Черкаська область).
У 1941-1943 рр. перебуваючи в евакуації працював агрономом колгоспу ім. Ворошилова Саратовської обл. (Російська Федерація).
У 1943-1944 рр. — голова Плодоовочевого управління Харківської області.
Після звільнення Черкащини працював зав. відділом селекції та сортовивчення Мліївської дослідної станції садівництва (1944-1973 рр.).
Помер 19 серпня 1973 року у с. Мліїв Городищенського району Черкаської області.
Основні напрями наукової діяльності: селекція плодових культур, створення нових сортів яблуні. Автор та співавтор сортів яблуні Серпневе, Мліївське літнє, Щедре, Українське, Кальвіль мліївський, Мліївська красуня, Поліське та інших. Найвідоміший з них — сорт яблуні Слава переможцям пізньолітнього строку достигання (районований з 1954 р.) вирощується не тільки в усіх зонах України, а майже усюди в регіонах промислового садівництва колишнього СРСР. Опублікував близько 50 наукових праць.

## Нагороди
Нагороджений Державною премією СРСР другого ступеню (спільно з Ро Л. М. та Цехмістренком П. Ю.) за виведення нових високоцінних сортів яблуні для Української РСР (1951 р.). Також нагороджений орденом «Знак Пошани» (1966) та орденом Трудового Червоного Прапора (1971).

## Праці
- Никоненко М. Н. Выведение новых сортов яблони // Труды. - Киев–Харьков, 1948. - Вып. 50.
- Никоненко М. Н. Новые сорта яблони // Сб. работ по агротехнике, селекции и защите растений плодоягодных культур. - Киев, 1954. - Вып. 52.
- Никоненко М. Н. Селекция яблони в Украине // Сб. ст. по селекции яблони и груши. - Москва, 1956.
- Никоненко М. М. Нові сорти яблуні // Бюл. НТІ по садівництву. - Київ, 1956. - №1.
- Никоненко М. Н. Ассортимент плодовых и ягодных культур // Мероприятия по максимальному получению с.-х. продукции на 100 га земли в колхозах Лесостепи УССР. - Москва, 1957.
- Никоненко М. М. Підбір і розміщення основних сортів і сортів запилювачів // Довідник по садівництву. - Київ, 1970.